# Vladislav Radímov
Vladislav Nikolàievitx Radímov - Владислав Николаевич Радимов (rus) - (26 de novembre de 1975, Sant Petersburg, Rússia), és un exfutbolista rus. Jugava de migcampista.

## Trajectòria
Va començar la seva carrera professional en un equip de la seva ciutat natal, l'Smena-Saturn Saint Petersburg, el 1992. AlS pocs mesos fitxa pel CSKA de Moscou. Al principi juga amb l'equip B, fins que debuta amb la primera plantilla el 30 de juliol de 1992 en un partit contra el FC Okean Nakhodka.
El 1996 fitxa pel Reial Saragossa espanyol. Debuta en la Primera divisió espanyola el 8 de setembre en el partit Sevilla FC 1-2 Zaragoza. El 1999 va perdre la titularitat en l'equip aragonès i decideix anar-se'n uns mesos al seu país per a jugar en qualitat de cedit en el Dinamo de Moscou. Amb aquest equip arriba a la final de la Copa de Rússia, encara que finalment el trofeu el guanya el Zenit de Sant Petersburg en imposar-se en aquella final per tres gols a un. Després de la cessió retorna al Zaragoza fins al final de temporada. Disputa 10 partits de lliga i ajuda al seu equip a quedar quarts en la classificació.
Eixe mateix estiu emigra a Bulgària per formar part la plantilla del Levski de Sofia. Allí conquista el títol de Lliga. A l'any següent fitxa pel Krylia Sovetov Samara, on aviat va esdevenir capità de l'equip.
El 2003 signa un contracte amb el Zenit de Sant Petersburg. Eixe mateix any el Zenit va realitzar una molt bona temporada acabant segon en la classificació. En poc temps Radímov va tenir l'honor de ser nomenat capità. En 2007 aconsegueix guanyar el campionat de Lliga. A més eixa campanya l'equip participava en la Copa de la UEFA, arribant a la final, que va aconseguir guanyar per dos gols a zero al Glasgow Rangers. Eixe va ser el major èxit en la història del Zenit, que també s'imposà a la Supercopa d'Europa davant el Manchester United F.C. per dos gols a un, un partit disputat el 29 d'agost de 2008 en el qual Radímov fou suplent, i entrà a jugar al minut 71.
El 2008 el club guanya altre títol, la Supercopa de Rússia.

## Selecció
Ha estat internacional amb la selecció de futbol de Rússia en 33 ocasions. El seu debut com internacional es va produir el 17 d'agost de 1994 en un partit amistós contra Àustria. Va participar en l'Eurocopa d'Anglaterra de 1996. Radímov va jugar els tres partits que Rússia va disputar en el torneig. També estaria dins l'equip rus de l'Eurocopa del 2004.

## Títols
- Lliga russa 2007
- Copa de la lliga russa 2003
- Lliga búlgara 2001
- Copa del Rei 2001
- Copa de la UEFA 2008
- Supercopa d'Europa de futbol: 2008[1]